# Emilio Patriarca
Emilio Patriarca (Como, 10 luglio 1937) è un vescovo cattolico e missionario italiano, dal 10 febbraio 2014 vescovo emerito di Monze.

## Biografia
È nato a Como, città capoluogo di provincia e sede vescovile, il 10 luglio 1937; proveniente da una devota famiglia cattolica, è figlio di Alfonso e Vittoria Mognoni.

### Formazione e ministero sacerdotale
Fin da bambino ha frequentato attivamente la parrocchia del quartiere varesino di Biumo Inferiore, vicino a casa sua. Nel 1951 è entrato nel reparto scout "San Giorgio" dell'ASCI, presso la città natale, divenendo in poco tempo capo squadriglia degli "Scoiattoli" e fondando cinque anni dopo il branco di lupetti delle "Ripide Rocce"; in questo contesto ha dimostrato una grande passione per lo sport, praticando atletica leggera, calcio ed arrampicate. Nel mentre, ha ricevuto l'istruzione secondaria all'Istituto tecnico commerciale "Francesco Daverio" a Varese, dove ha ottenuto il diploma di ragioneria nel 1957.
Il 10 ottobre dello stesso anno, decidendo di seguire la vocazione al sacerdozio, si è iscritto al Seminario arcivescovile di Milano presso Venegono Inferiore per gli studi in filosofia e teologia; in questo periodo, il 23 dicembre 1961 è stato ordinato diacono. Durante la formazione, il rettore Giovanni Colombo gli ha suggerito di diventare missionario.
Ha ricevuto l'ordinazione sacerdotale il 28 giugno 1962, nella cattedrale metropolitana della Natività della Beata Vergine Maria a Milano, per imposizione delle mani del cardinale Giovanni Battista Montini, arcivescovo metropolita di Milano e futuro papa Paolo VI; si è incardinato, poco prima di compiere venticinque anni, come presbitero della medesima arcidiocesi.
Poco dopo l'ordinazione ha cominciato ad insegnare nelle scuole medie del seminario arcidiocesano, servendo al contempo nel fine settimana presso la parrocchia di Santo Stefano ad Oggiona con Santo Stefano, nel quinquennio seguente. Nel 1967 monsignor Colombo, intanto divenuto arcivescovo e cardinale, lo ha inviato come sacerdote fidei donum nella Missione ambrosiana in Zambia; qui ha fondato una comunità cristiana nel villaggio di Lusitu, dove ha svolto il ministero per dodici anni.
Nel 1981 è rientrato in Italia, anche per prendersi cura dell'anziano padre dopo la morte di sua madre, operando presso la parrocchia di Sant'Anna a Milano per cinque anni; nel 1984 è stato nominato direttore spirituale per gli alunni del primo biennio teologico del seminario, mentre nel 1992 è stato promosso parroco della parrocchia di Maria Ausiliatrice a San Giuliano Milanese.
Nel 1994 è stato mandato nuovamente in Zambia con l'incarico di collaboratore nella parrocchia di Siavonga per un anno. Nel 1995 è  stato nominato coadiutore nella parrocchia di Choma, allora retta da padre Steven Siame, che lui stesso aveva precedentemente portato alla conversione ed al sacerdozio. Ha ricoperto tale ufficio fino alla promozione all'episcopato.

### Ministero episcopale
Il 22 giugno 1999 papa Giovanni Paolo II lo ha nominato, sessantaduenne, vescovo di Monze; è succeduto a Paul Lungu, S.I., deceduto il 29 aprile 1998 a soli cinquantuno anni. Ha ricevuto la consacrazione episcopale il 19 settembre successivo, nella cattedrale del Sacro Cuore di Gesù a Monze, per imposizione delle mani del cardinale Carlo Maria Martini, S.I., arcivescovo metropolita di Milano, assistito dai co-consacranti monsignori Medardo Joseph Mazombwe, arcivescovo metropolita di Lusaka e futuro cardinale, e Raymond Mpezele, vescovo di Livingstone; ha preso possesso della diocesi durante la stessa celebrazione. Come suo motto episcopale ha scelto My grace is enough for you, che tradotto vuol dire "La mia grazia ti basta" (Seconda lettera ai Corinzi 12, 9).
Il 13 ottobre 2006 è stato ricevuto in udienza privata da papa Benedetto XVI.
Il 10 febbraio 2014 papa Francesco ha accettato la sua rinuncia dal governo pastorale della diocesi di Monze per raggiunti limiti d'età, ai sensi del can. 401 § 1 del Codice di diritto canonico, divenendone vescovo emerito all'età di settantasei anni e quasi quindici di governo pastorale; gli è succeduto il quarantaseienne Moses Hamungole, fino ad allora direttore dei programmi di lingua inglese e kishwahili della Radio Vaticana.
Il 1º gennaio 2024 è stato destinato residente con incarichi pastorali presso la comunità pastorale "Santissima Trinità" a Gavirate.

## Genealogia episcopale e successione apostolica
La genealogia episcopale è:
- Cardinale Scipione Rebiba
- Cardinale Giulio Antonio Santori
- Cardinale Girolamo Bernerio, O.P.
- Arcivescovo Galeazzo Sanvitale
- Cardinale Ludovico Ludovisi
- Cardinale Luigi Caetani
- Cardinale Ulderico Carpegna
- Cardinale Paluzzo Paluzzi Altieri degli Albertoni
- Papa Benedetto XIII
- Papa Benedetto XIV
- Papa Clemente XIII
- Cardinale Enrico Benedetto Stuart
- Papa Leone XII
- Cardinale Chiarissimo Falconieri Mellini
- Cardinale Camillo Di Pietro
- Cardinale Mieczysław Halka Ledóchowski
- Cardinale Jan Maurycy Paweł Puzyna de Kosielsko
- Arcivescovo Józef Bilczewski
- Arcivescovo Bolesław Twardowski
- Arcivescovo Eugeniusz Baziak
- Papa Giovanni Paolo II
- Cardinale Carlo Maria Martini, S.I.
- Vescovo Emilio Patriarca

La successione apostolica è:
- Vescovo Moses Hamungole (2014)